# Парижский бассейн
Пари́жский бассе́йн (фр. Bassin parisien), также Се́веро-Францу́зская ни́зменность — всхолмлённая равнина в северной части Франции, занимающая большую часть территории страны.
Поверхность Парижского бассейна постепенно повышается от центра (в районе Парижа) к обрамляющим равнину с востока, юга и запада поднятиям — Арденнам, Вогезам, Центральному массиву и Армориканской возвышенности. Центральная часть равнины находится на высоте около 100 м, наиболее крупные гряды поднимаются до 500 м (главным образом на востоке и юго-востоке — в Лотарингии и Шампани). На периферии равнины расположены серии дугообразно вытянутых куэстовых гряд с крутыми внешними и пологими внутренними склонами.
Парижский бассейн дренируется густой сетью рек, относящихся в основном к бассейну Сены. Реки полноводны, долины их обычно сильно сужаются при прорыве куэстовых гряд. Климат местности умеренный, морской. Средняя температура июля составляет 18 °C, января — около 3°С. Количество осадков обычно 500—700 мм в год. По куэстовым грядам сохранились небольшие, но многочисленные рощи из дуба, липы, бука, сосны.
Парижский бассейн — основной индустриальный и сельскохозяйственный район Франции. На его территории обнаружены нефтяные и газовые месторождения.

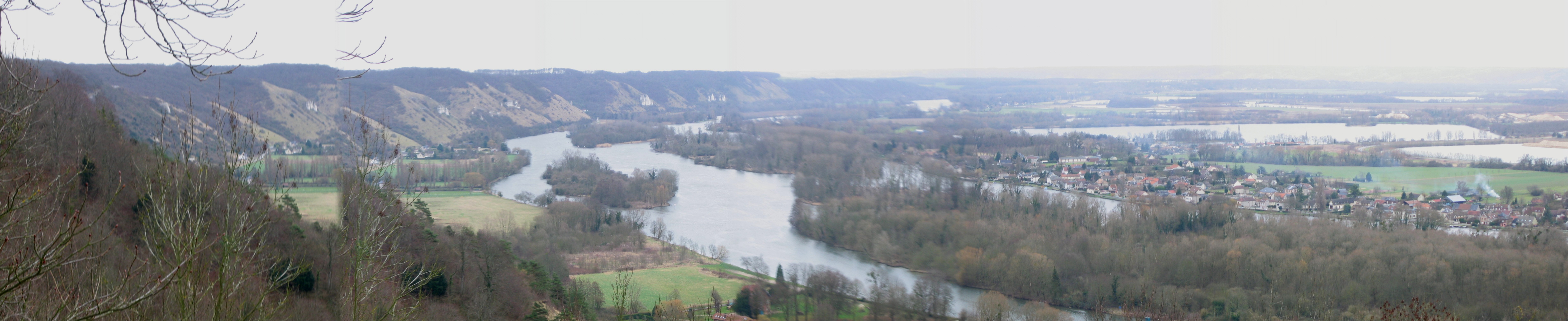
Панорама Парижского бассейна